# Гредерсбі
Гредерсбі (нім. Grödersby), Гредерсбю (дан. Grødersby) — громада в Німеччині, розташована в землі Шлезвіг-Гольштейн. Входить до складу району Шлезвіг-Фленсбург. Складова частина об'єднання громад Каппельн-Ланд.
Площа — 6,64 км2. Населення становить 200 ос. (станом на 31 грудня 2020).

## Галерея

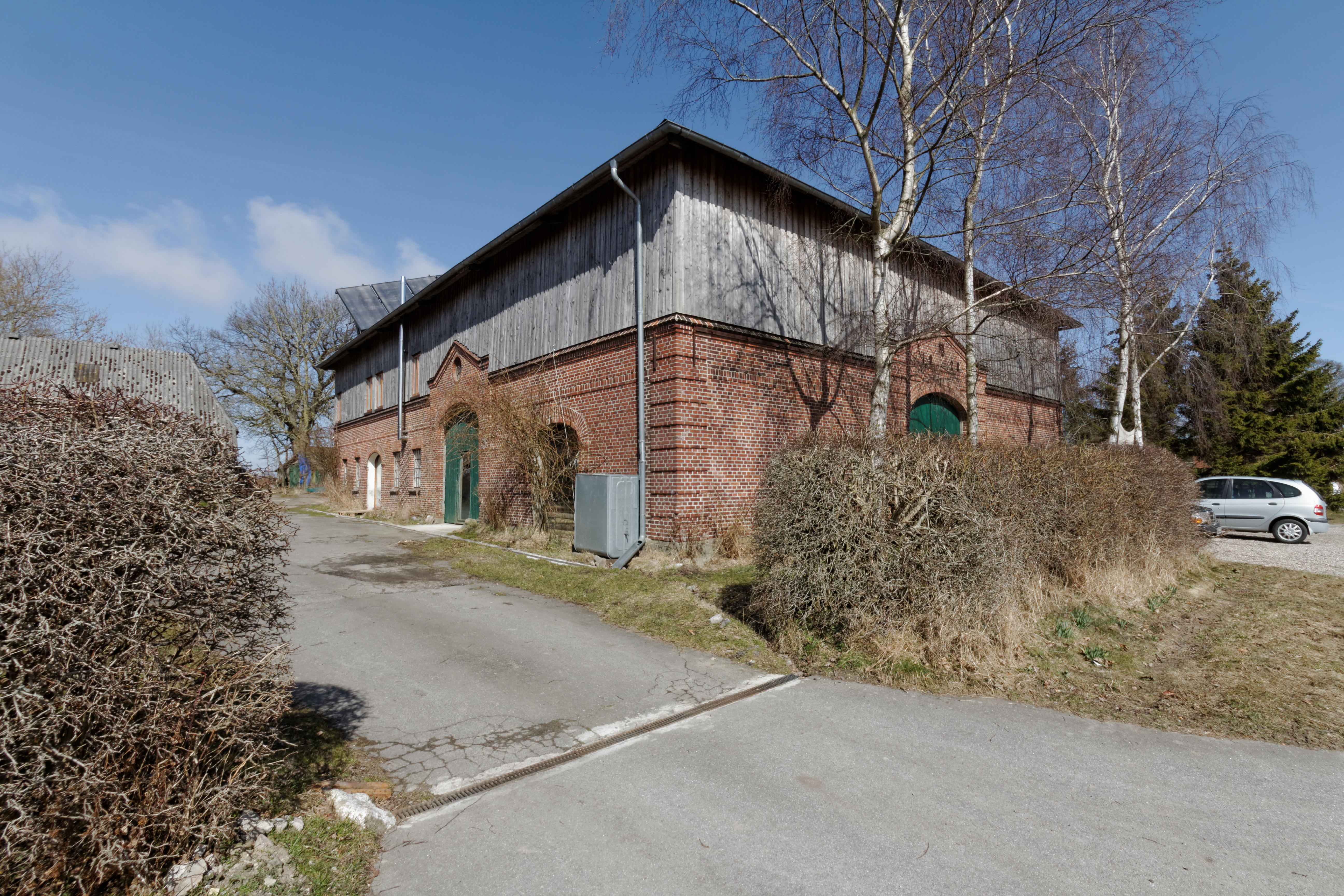